# Lost (1. évad)
Jelen szócikk a Lost című amerikai kaland-dráma sorozat első évadjának adatlapja. Az évad 2004. szeptember 22. és 2005. május 25. között került adásba az Amerikai Egyesült Államokban (ABC) és Kanadában (CTV). Magyarországon, országos televíziós csatornán (RTL Klub) 2005. augusztus 26. és 2006. február 17. között láthattuk.
A Lost másfél órás nyitórésze volt a legköltségesebb nyitány a televíziózás történetében: 11 millió dollárba került. Csak a díszletként használt Lockheed L-1011 repülőgép megvétele és szállítása egymillió dollárt emésztett fel.

## Szereplők

### Főszereplők
- Naveen Andrews mint Sayid Jarrah
- Emilie de Ravin mint Claire Littleton
- Matthew Fox mint Jack Shephard
- Jorge Garcia mint Hugo "Hurley" Reyes
- Maggie Grace mint Shannon Rutherford
- Josh Holloway mint James "Sawyer" Ford
- Malcolm David Kelley mint Walt Lloyd
- Daniel Dae Kim mint Jin-Soo Kwon
- Yunjin Kim mint Sun-Hwa Kwon
- Evangeline Lilly mint Kate Austen
- Dominic Monaghan mint Charlie Pace
- Terry O’Quinn mint John Locke
- Harold Perrineau mint Michael Dawson
- Ian Somerhalder mint Boone Carlyle

### Visszatérő szereplők
- L. Scott Caldwell mint Rose Nadler
- Mira Furlan mint Danielle Rousseau
- Kimberley Joseph mint Cindy Chandler
- Fredric Lehne mint Edward Mars
- William Mapother mint Ethan Rom
- Daniel Roebuck mint Leslie Arzt
- John Terry mint Christian Shephard

## Az évad áttekintése
|  | Alább a cselekmény részletei következnek! |

### Főbb események
Az első évad a repülőgép középső szakaszának túlélőire, és az életben maradásért vívott küzdelmükre koncentrál. A legfontosabb események:
- A túlélésre leginkább alkalmas terület megtalálása és lakhatóbbá tétele. A túlélők egy része a barlangokhoz költözik, mások a tengerparton maradnak, ahol lezuhantak.
- A sziget felfedezése (élelem és víz keresése, a barlangok megtalálása, túra a Fekete Sziklához stb.).
- Szembesülések a „Szörny”-nyel.
- Egymás megismerése, és a bizalom kialakítása.
  - Michael és Jin között az évad elejétől kezdődően ellenségeskedés van, s nézeteltéréseik csak az évad végére rendeződnek.
  - A túlélők (különösen Jack és Shannon) elveszítik Locke-ba vetett bizalmukat, amikor hazudik Boone halálhoz vezető sérüléséről.
- A tutaj megépítése és vízre bocsátása.
- Claire megtalálása, miután a „Többiek” fogságába esett.
- A "fülke" bejáratának kinyitása.

### Összefoglalás
2004. szeptember 22-én az Oceanic Airlines légitársaság 815-ös járata a levegőben két darabra törött, és lezuhant egy felfedezetlen trópusi szigetre a Csendes-óceán térségében. A katasztrófa több mint 40 túlélője a mentőcsapatokat várja, de hiába. A pilóta halála előtt elmondja, hogy 1000 mérfölddel eltértek a repülési útvonaltól, így nem valószínű, hogy errefelé keresnék őket.
Az egyik túlélő, aki korábban az iraki Köztársasági Gárda tagja volt, megjavítja a jeladót, amit más túlélők találtak. Néhányan együtt elindulnak egy magasabban fekvő helyre, hogy megfelelő legyen a térerő. Útjuk során rájuk támad egy jegesmedve, de Sawyer-nek sikerül lelőnie. Miután működésbe hozzák a jeladót, rájönnek, hogy az adásukat blokkolja egy francia nő segélykérése, ami Shannon fordítása szerint így hangzik: „Egyedül vagyok, egyedül a szigeten. Kérem, jöjjön valaki! A többiek már meghaltak. Megölte őket. Mindet megölte.” Sayid kiszámolja, hogy az adás már 16 éve ismétlődik újra és újra.
Egy elhagyatott tengerparton, Sayid talál egy homokba temetett kábelt, aminek egyik fele az óceánba, a másik a dzsungelbe vezet. Követve azt, belelép egy rejtélyes nő csapdájába, aki elviszi őt a menedékhelyére, megkínozza, és Alex hollétéről faggatózik. A nő nem más, mint Danielle Rousseau, a francia nő, akinek a túlélők fogták az adását. Sayid tudatja vele, hogy egy repülőgép-szerencsétlenség túlélőinek egyike, és nem ismeri Alexet. Danielle később elbeszéli, hogy egy tudományos expedíció tagjaként került a szigetre, de az összes társa megfertőződött és meghalt. A szigeten adott életet a lányának, Alexnek, de a „Többiek”, a sziget őslakosai, elrabolták őt.
Hurley készít egy listát a túlélőkről, és összeveti a repülőgép utaslistájával. Rájön, hogy Ethan Rom nem utazott a gépen. Ethan a „Többiek” közül való, és beépült a túlélők közé, hogy elrabolja a kilenc hónapos terhes Claire-t. Claire két héttel elrablása után megszökik, és visszatér a táborba. Amnéziája van, és nem emlékszik semmire az utazás utánról. Emlékeinek csak néhány darabkája tér vissza a későbbiekben. Charlie bosszút áll Claire-ért, és lelövi Ethant.
Locke felfedez egy földalatti bunkert a dzsungelben, de nem tudja kinyitni kilincs és zár nélküli ajtaját. Miközben Boone-nal együtt a dzsungelben kalandozik, találnak egy kisrepülőgépet, fennakadva a fák között. Boone felmászik, és a repülőben található rádióval megpróbál segítséget kérni. „Mi vagyunk az Oceanic 815-ös járatának túlélői” – mondja. Egy férfihang válaszol adására: „Mi vagyunk a 815-ös túlélői.” Mielőtt Boone tovább beszélhetne, a repülőgéppel együtt lezuhan a földre. Locke visszaviszi őt a táborba, de Jack nem tudja megmenteni az életét.
Michael épít egy tutajt, és fiával, Walttal, valamint Jinnel együtt elhagyják vele a szigete. Első éjszaka a tengeren rátalálnak egy hajóra, és azt hiszik, megmenekültek. A hajó utasai azonban a „Többiek”-hez tartoznak, és azért jöttek, hogy magukkal vigyék Waltot. A kialakuló zűrzavarban Sawyert meglövik, Waltot elrabolják, a tutajt pedig felrobbantják.
Rousseau elvezet néhány túlélőt a Fekete Sziklához, ami egy zátonyra futott hajó roncsa a sziget közepén. Elvisznek belőle néhány dinamitrudat, hogy felrobbantsák a Locke által talált bunker bejáratát. Útközben rájuk támad a „Szörny”, ami egy fekete füstfelhőhöz hasonló. Ez a valami ölte meg a repülőgép pilótáját, és egyszer Locke-ra is rátámadt. Rousseau azt mondja, ez egy a szigetet védelmező „biztonsági rendszer”. Jack és Locke felrobbantják a bunker ajtaját, Hurley tiltakozása ellenére. Hurley ugyanis észrevette, hogy a bunker oldalára fel van vésve az a hat szám (4 8 15 16 23 42), amelyek balszerencsék sorozatát zúdították rá, miután felhasználta őket, hogy nyerjen a lottón. Locke és Jack letekintenek a bunkerbe.
|  | Itt a vége a cselekmény részletezésének! |

## Epizódok
A Lost másfél órás nyitórésze volt a legköltségesebb nyitány a televíziózás történetében: 11 millió dollárba került. Csak a díszletként használt Lockheed L-1011 repülőgép megvétele és szállítása egymillió dollárt emésztett fel. Mivel az első évad epizódjainak címe a AXN és az RTL klub csatornáján más volt, ezért a DVD-kiadáson szereplő címek szerepelnek az alábbiakban
| Cím | Első vetítés                              | Magyarországi premier                   | Főszereplők         | #       |
| --- | ----------------------------------------- | --------------------------------------- | ------------------- | ------- |
| Túlélők | 2004. szeptember 22. 2004. szeptember 29. | 2005. augusztus 26. 2005. augusztus 26. | Jack, Charlie, Kate | 101 102 |
| Az Oceanic Airlines Sydney és Los Angeles közti 815-ös számú járata szerencsétlenséget szenved és több részre szakadva egy trópusi szigetre zuhan. A törzsrész 48 túlélője közül néhány – felocsúdva az első sokkból – az orr-rész keresésére indul; egy másik csapat egy rádióvevőn befog egy 16 éve ismétlődő francia segélykérést. A „szörny” és a jegesmedvék első felbukkanása. |                                           |                                         |                     |         |
| Tiszta lappal (Tabula Rasa) | 2004. október 6.                          | 2005. szeptember 2.                     | Kate                | 103     |
| Jack tudomást szerez Kate sötét múltjáról. Kate Sawyer segítségét kéri a haldokló békebíró megölésében, miközben Michael rosszallva figyeli fiát, aki Locke-kal társalog. A visszaemlékezések Kate letartóztatásának előzményeit mondják el. |                                           |                                         |                     |         |
| A Nagy Túra (Walkabout) | 2004. október 13.                         | 2005. szeptember 9.                     | Locke               | 104     |
| A géptörzsben lévő holttestek a vadállatok martalékává kezdenek válni, ezért a túlélők úgy döntenek, felgyújtják a roncsot. John Locke vezetésével páran vadászni indulnak a dzsungelbe. Megtudjuk, miért utazott Locke Ausztráliába. |                                           |                                         |                     |         |
| A fehér nyúl (White Rabbit) | 2004. október 20.                         | 2005. szeptember 16.                    | Jack                | 105     |
| Vízhiány lép fel a táborban, ráadásul valaki az utolsó palackokat is ellopja. Jack többször is a halott apját véli látni a dzsungelben, akinek koporsóját a repülőgépen akarta hazaszállítani. |                                           |                                         |                     |         |
| A felkelő Nap háza (House of the Rising Sun) | 2004. október 27.                         | 2005. szeptember 23.                    | Sun                 | 106     |
| Miután Jin látszólag ok nélkül rátámad Michaelre, Sun leleplezi Michael előtt, hogy beszél angolul. Locke tudomást szerez Charlie drogproblémájáról, és cserét ajánl fel a megmaradt heroinért. Sun visszaemlékezik rá, hogyan lett úrrá a feszültség a Jinnel való kapcsolatán. |                                           |                                         |                     |         |
| A pille (The Moth) | 2004. november 3.                         | 2005. szeptember 30.                    | Charlie             | 107     |
| Charlie az elvonási tünetektől szenved, de Locke-nak nem áll szándékában visszaadni az anyagot. Sayid más túlélők segítségével megpróbálja bemérni a francia nő segélykérésének eredetét. Jack-re ráomlik az egyik barlang, így kezdetét veszi a kimentése. Charlie visszaemlékezései elárulják, hogyan és miért vált függővé. |                                           |                                         |                     |         |
| A csaló (Confidence Man) | 2004. november 10.                        | 2005. október 7.                        | Sawyer              | 108     |
| Sayid kénytelen megkínozni Sawyer-t, mert nem adja oda Shannon asztma gyógyszereit. Charlie mindent megtesz azért, hogy Claire is a barlangokhoz költözzön. A visszaemlékezések Sawyer egyik csalási kísérletéről szólnak. |                                           |                                         |                     |         |
| Magány (Solitary) | 2004. november 17.                        | 2005. október 14.                       | Sayid               | 109     |
| Sayid egy homokba temetett kábelt követve belesétál Danielle Rousseau csapdájába, akiről később kiderül, hogy ő az a francia nő, akinek hallották a segélykérését. Rousseau megkínozza Sayid-ot, mert nem árulja el, hol van "Alex". Hurley egy golfpályát épít, hogy jobb kedvre derítse a túlélőket. Beletekintve a múltba, láthatjuk, ahogy Sayid-ot katonaként saját szerelmének kivallatásával bízzák meg. |                                           |                                         |                     |         |
| Idegenek karjában (Raised by Another) | 2004. december 1.                         | 2005. október 21.                       | Claire              | 110     |
| Claire sikoltozva ébred fel rémálmából, és kezdi azt gondolni, hogy a meg nem született kisbabája veszélyben van. Hurley megdöbbentő felfedezést tesz az egyik túlélőről. Claire a visszaemlékezésében elmegy egy jövendőmondóhoz, aki vészjósló dolgot ad tudtára. |                                           |                                         |                     |         |
| Apák bűne (All The Best Cowboys Have Daddy Issues) | 2004. december 8.                         | 2005. október 28.                       | Jack                | 111     |
| Ethan elrabolja Charlie-t és Claire-t, ezért a túlélők a nyomukba erednek. Boone és Locke megtalálják egy földalatti bunker bejáratát. Megtudjuk, minek köszönhető Jack apjának Ausztráliába való elutazása. |                                           |                                         |                     |         |
| A bőrönd titka (Whatever the Case May Be) | 2005. január 5.                           | 2005. november 4.                       | Kate                | 112     |
| Kate megpróbálja megszerezni Sawyer-től a fémbőröndöt, amit a tóban találtak. Rose megvigasztalja a Claire elvesztése miatt magába zárkózott Charlie-t, Sayid pedig Shannon segítségét kéri a Rousseau-tól ellopott térképek és jegyzetek lefordítására. Kiderül, hogy Kate részt vett egy bankrablásban. |                                           |                                         |                     |         |
| Szív és ész (Hearts and Minds) | 2005. január 12.                          | 2005. november 11.                      | Boone               | 113     |
| Boone nem képes elszakadni a nővérétől, Shannon-tól, ezért Locke megkötözi és bekeni egy hallucinogén anyaggal. Ennek révén Boone-nak megrázó látomásban lesz része. Miközben Hurley a halászattal bajlódik, Kate is rájön Sun titkára. Fény derül Boone utazásának okára a visszaemlékezéseken keresztül. |                                           |                                         |                     |         |
| Apák napja (Special) | 2005. január 19.                          | 2005. november 25.                      | Michael, Walt       | 114     |
| Michael tervbe veszi, hogy épít egy tutajt, mert haza akarja juttatni a fiát. Walt csúnyán összekap apjával, miután eltiltja őt Locke-tól, és elrohan a dzsungelbe. Váratlanul rátámad egy jegesmedve. Michael visszaemlékezéseiből megtudjuk, miért kellett fiának apa nélkül nőni fel. Kiderül, hogy Walt különleges képességekkel bír. |                                           |                                         |                     |         |
| Hazatérés (Homecoming) | 2005. február 9.                          | 2005. december 2.                       | Charlie             | 115     |
| Claire visszatér a táborba, de nem sokkal később Ethan is felbukkan. Megfenyegeti Charlie-t, hogy minden egyes nap meg fog ölni valakit, ha nem hozza vissza Claire-t. Charlie beszámol erről a túlélőknek, és közösen csapdát állítanak. A visszaemlékezésekben Charlie-t láthatjuk a Drive Shaft feloszlása után. |                                           |                                         |                     |         |
| Törvényen kívüliek (Outlaws) | 2005. február 16.                         | 2005. december 9.                       | Sawyer              | 116     |
| Sawyer, Kate segítségével elindul megkeresni a vaddisznót, ugyanis váltig állítja, hogy a vad szándékosan zaklatja. Hurley kérésére Sayid elbeszélget a zaklatott Charlie-val. A visszaemlékezésekből megtudjuk, hogy Ausztráliában Sawyer megölt egy férfit. |                                           |                                         |                     |         |
| Nyelvzavar (…In Translation) | 2005. február 23.                         | 2005. december 16.                      | Jin                 | 117     |
| Sun véget vet a titkolózásnak, amikor kénytelen angolul beszélni, hogy megvédje Jin-t, akit a túlélők tutaj felgyújtásával vádolnak. Sayid és Shannon kapcsolata még inkább elmélyül. A visszaemlékezésekben, láthatjuk, hogy Sun apja miféle állást adott Jin-nek. |                                           |                                         |                     |         |
| Számok (Numbers) | 2005. március 2.                          | 2005. december 23.                      | Hurley              | 118     |
| Hurley elindul megkeresni Rousseau-t, amikor meglátja a nő egyik papírját, amire ugyanazokat a számokat felírta egymás alá többször is. Locke Claire segítségét kéri a barkácsolásban, azt azonban nem árulja el, mit készítenek. Kiderül, hogy Hurley milliomos lett, miután megnyerte a lottót, de úgy érzi, a számok felhasználása óta balszerencse kíséri. |                                           |                                         |                     |         |
| Isteni gépezet (Deus Ex Machina) | 2005. március 30.                         | 2005. december 30.                      | Locke               | 119     |
| Locke a szigettől várja a megoldást arra, hogyan kell kinyitni a bunker ajtaját. A választ meg is kapja egy álom képében. Boone-nal együtt elindul a dzsungelbe, hogy megtalálják a kisrepülőgépet, amit látott álmában. Sawyer fejfájásra panaszkodik Kate-nek. Locke visszaemlékezik rá, hogyan ismerte meg felnőttként az apját. |                                           |                                         |                     |         |
| Az élet rendje (Do No Harm) | 2005. április 6.                          | 2006. január 6.                         | Jack                | 120     |
| Jack Boone életéért küzd Sun segítségével. Claire-nél beindul a szülés, de mivel Jack nem ér rá, Kate-nek kell világra segíteni a kisbabát. Jack visszaemlékezik az esküvőjée, és az azt megelőző időszakra. |                                           |                                         |                     |         |
| Fennköltebb jó (The Greater Good) | 2005. május 4.                            | 2006. január 20.                        | Sayid               | 121     |
| Locke Boone temetése közben tér vissza a táborba. Jack-nek köszönhetően mindenki elveszti a bizalmát Locke-ban, különösen Shannon, aki megkéri Sayid-ot, kérdezze őt ki. A visszaemlékezésekben láthatjuk, mit csinált Sayid Ausztráliában. |                                           |                                         |                     |         |
| Indulás előtt (Born to Run) | 2005. május 11.                           | 2006. január 27.                        | Kate                | 122     |
| Amikor Michael összeesik, a túlélők Kate-et és Sawyer-t gyanúsítják a megmérgezésével. Sawyer mindenkinek beszámol Kate bűnözői múltjáról, hogy tisztázza magát. Locke megmutatja Jack-nek és Sayid-nak a bunker bejáratát. Kiderül, hogyan juttatta halálba Kate gyerekkori barátját és szerelmét. |                                           |                                         |                     |         |
| Exodus | 2005. május 18. 2005. május 25.           | 2006. február 3. 2006. február 17.      | Többen              | 123 124 |
| A sziget túloldaláról fekete füstoszlop emelkedik fel; Rousseau figyelmeztetése szerint ez a Többiek közeledtének jele. A túlélők nagyobb része a barlangok felé indul menedéket keresni, míg egy kisebb csapat – hogy a bunkert kinyithassák és ott rejthessék el társaikat – dinamitért indul a Sötét területre. A tutajt vízre bocsátják; azonban amíg a szigeten maradtak épségben megússzák az éjszakát, a hajót megtámadják és Waltot elrabolják. A bunkert végül is késő éjszaka sikerül kinyitni. A visszaemlékezések több túlélő szemszögéből mutatják be az utazás napját. |                                           |                                         |                     |         |

### Összefoglaló epizódok
Az alábbi epizódok nem alkotják ténylegesen a sorozat részét, ezek csupán összefoglaló epizódok, amelyek több "valós" epizód tartalmát sűrítik össze. Ezekre a könnyebb érthetőség vagy a vetítés hosszú időre való megszakítása miatt van szükség.
| Cím | Narrátor     | Első vetítés         | Magyarországi premier |
| --- | ------------ | -------------------- | --------------------- |
| „Lost - Az utazás (Lost: The Journey)” | Brian Cox    | 2005. április 27.    | 2006. január 13.      |
| Ez az összefoglaló epizód elmondja, hogyan vették fel a túlélésért való küzdelmet az Oceanic 815-ös járatának életben maradt utasai, és hogyan kezdték el felfedezni az ezer titkot rejtő szigetet. Az "Az élet rendje" és a "Fennköltebb jó" között került adásba. Ausztráliában, Evangeline Lilly és Dominic Monaghan voltak ennek a résznek a narrátorai. |              |                      |                       |
| „Lost - Egy sziget titkai (Destination Lost)” | Peter Coyote | 2005. szeptember 21. | 2006. szeptember 1.   |
| Ez az összefoglaló epizód arra fókuszál, hogy mit csináltak a túlélők a repülőgép-szerencsétlenség, és hogyan változtatta meg az életüket a sziget. A "Tudomány embere, Hit embere" előtt került adásba. |              |                      |                       |